# كارل إم. فوغل
كارل إم. فوغل هو سياسي أمريكي، ولد في 7 مارس 1955 في جفرسون سيتي في الولايات المتحدة، وتوفي في 14 أبريل 2016 في سانت لويس في الولايات المتحدة بسبب سرطان البنكرياس. نشط حزبياً في الحزب الجمهوري. وقد انتخب عضو مجلس ولاية ميزوري ‏ وانتخب عضو مجلس نواب ولاية ميزوري ‏.